# アレックス・ビニー
アレックス・ビニー（Alex Binnie、1959年7月11日 - ）は、イギリスのタトゥーアーティスト。オックスフォード出身。
ロンドン中心部で20年以上に渡りタトゥー・スタジオを経営する。医療イラストレーター、パンクバンドのギタリストといった奇妙な経歴を持ち、その独自の経験を生かし、解剖学や日本画に影響を受けたデザイン性が特徴に挙げられる。

## 経歴
彼のアートのキャリアはバンドから始まっている。パンク・ロックの後の80年代にバンド活動を行う。その後アートスクールに通い始めて、ドローイングにペインティング、彫刻にパフォーマンスを学び、そこでパフォーマンスアートを行う。学校を卒業してからはロンドンに移り、バンド活動を続けながらも病院でテクニシャンとして働き始める。3年ほど大学病院で働きながら体の構造や働きを分かりやすく説明するためのメディカル・イラストレーションについて学んで、メディカル・イラストレーターになる。
タトゥーを始めた経緯は、89年にLA出身でピアッサーをしていた妻エレインと出会い、その6ヶ月後にLAまで彼女を訪ねて91年にアメリカに移りこんでからである。そこでタトゥーのことを習い、タトゥーだけでなく、どうやったらお店としてやっていけるのかというビジネスの事も学ぶ。ピアッシングや、パフォーマンスアートにも勢いのあった90年代のアメリカに影響を受けており、その後イギリスに戻って店を始める。
影響を受けたアーティストはアンディ・ウォーホルである。
彼のもう一つの作品である、木彫版画は日本の版画に影響を受けている。
タトゥーと版画にはいくつかの共通点があると考えており、自身のインタビューでは「失敗が許されないところが似ていると考えており、もしも失敗したとしてももう戻れない。そこが結構好きなんだ。」と語っている。